# Dick Versace
Richard  Versace, (Fort Bragg, Carolina del Norte, 16 de abril de 1940 - 25 de febrero de 2022) fue un entrenador de baloncesto estadounidense que ejerció en la NCAA y NBA.

## Trayectoria deportiva
- St. Joseph High School (1965-1968)
- Gordon Tech H.S. (1968-1972)
- Universidad de Saint Louis (1972-1973), (ayudante)
- Universidad Estatal de Míchigan (1974-1976), (ayudante)
- Jackson Comm. College (1976-1978)
- Universidad de Bradley (1978-1986)
- Detroit Pistons (1986-1989), (ayudante)
- Indiana Pacers (1989-1990)
- Milwaukee Bucks (1997-1998), (ayudante)